# El Temps
El Temps é uma revista semanal de atualidades editada em Valência por Edicions del País Valencià, desde 1985, e distribuído na Catalunha, na Comunidade Valenciana e nas Ilhas Baleares. O seu editor é Eliseu Climent. A redação tem três sedes  - em Barcelona, Valência e Palma). Entre os seus colaboradores estão  Joan F. Mira, Martí Domínguez, Pilar Rahola, Miquel Payeras, Sebastià Alzamora e Alfons Cervera.
Em meados da década de 1990 foi um dos primeiros veículos em catalão a ter presença na Internet. Em 2001,  a tiragem de El Temps era de 25 000 exemplares.